# Tamponneren (geneeskunde)
Onder tamponneren verstaat men in de geneeskunde: het opvullen van een al dan niet natuurlijke lichaamsholte. Dit kan onbewust gebeuren, bijvoorbeeld doordat een bloedprop of een corpus alienum een holte opvult. Het kan ook bewust gedaan worden; dan gebeurt dat meestal met verband. Meestal heeft dat dan de bedoeling een bloeding te stelpen, soms om een infectie te bestrijden.

## Toelichting
Het lichaam heeft het vermogen bloedingen te stelpen, door de vorming van een stolsel. Dat gaat veel efficiënter door de wond af te drukken. Bevindt de wond zich in een holte dan is tamponneren een goede oplossing.
Bij het tamponneren probeert men de holte zo veel mogelijk te vullen met verband. Men brengt het in met een tang, zo diep mogelijk en zo veel mogelijk naar boven en naar beneden of naar links en rechts afwisselend.
Soms tamponneert een bloeding zichzelf. De holte waarin de bloeding plaatsvindt vult zich met bloed, waardoor het bloeden uiteindelijk minder wordt door de ontstane druk. Als een dergelijke holte (operatief) geopend wordt valt deze druk weg, wordt de tamponnade dus opgeheven en bestaat het risico dat een eenmaal gestopte bloeding weer begint. Een chirurg die een door bloed getamponneerde holte opent, zal de onderliggende bloeding dus van tevoren of direct na het openen moeten verhelpen.
Op sommige plaatsen in het lichaam kan een tamponnade zeer levensbedreigend zijn. Een tamponnade binnen de schedel, zoals door een epidurale bloeding, beschadigt de hersenen door de ontstane druk: de ruimte moet zo snel mogelijk geopend worden. Ook bij een bloeding in het hartzakje, bijvoorbeeld ten gevolge van een steekwond (harttamponnade) is de druk op het hart gevaarlijker dan het bloedverlies. Het hart wordt van buitenaf ingedrukt en kan niet meer ontplooien, waardoor het geen bloed meer kan pompen. Men zal het hartzakje dus onmiddellijk moeten ontlasten en daarna de wond in het hart overhechten.

## Voorbeelden

### Keel-neus-oorheelkunde
- Otitis externa (ontstoken gehoorgang): Er wordt een met antibiotica doordrenkte tampon in de gehoorgang gebracht.
- Neusbloeding: Meestal stopt een bloedneus door een keer goed te snuiten en dan de neusvleugels tegen elkaar te drukken, maar als dat niet lukt kan een kno-arts de neus tamponneren.
- Neusoperatie: Men zal bij een operatie aan het neustussenschot of de bijholten ook een tampon aanbrengen om een bloeding te voorkómen.

### Mondheelkunde
Soms zal de tandarts de holte waar de getrokken kies in zat, moeten opvullen met verband.

### Chirurgie
Het kan tijdens een operatie nodig zijn, het operatiegebied tijdelijk stevig te vullen met gazen om een diffuse bloeding te laten stoppen.

### Verloskunde
De slagaders naar de zwangere baarmoeder en de placenta lopen tussen de elkaar kruisende spiervezels van de baarmoeder door. Na de geboorte trekken deze spiervezels samen en is het bloedverlies na het loslaten van de placenta slechts een paar honderd cc. Trekt de baarmoeder echter niet samen, dan kan dit vele liters worden. In het uiterste geval moet de gynaecoloog de holte opvullen met een tampon, die wel tien meter lang kan zijn.